# Lâm Viên (tỉnh)
Lâm Viên, đôi khi cũng được viết thành Lang Biang, Langbiang, Langbian hay Lâm Biên, là một tỉnh cũ ở Tây Nguyên.
- Ngày 6 tháng 1 năm 1916: Toàn quyền Đông Dương ra Nghị định thành lập tỉnh Lâm Viên, gồm đại lý Đà Lạt mới lập lại và đại lý Di Linh, tách từ tỉnh Bình Thuận. Tỉnh lỵ đặt tại Đà Lạt.
- Ngày 31 tháng 10 năm 1920: Toàn quyền Đông Dương ra Nghị định xóa bỏ tỉnh Lâm Viên, một phần lập ra thành phố Đà Lạt, phần còn lại lập lại tỉnh Đồng Nai Thượng, tỉnh lỵ đặt tại Di Linh.
- Ngày 8 tháng 1 năm 1941, lập lại tỉnh Lâm Viên, tỉnh lỵ đặt tại Đà Lạt.
- Tháng 6 năm 1957, chính quyền Việt Nam Cộng hòa thành lập tỉnh Tuyên Đức trên cơ sở tỉnh Lâm Viên cộng với một phần nhỏ tỉnh Đồng Nai Thượng. Còn chính quyền Mặt trận Dân tộc Giải phóng miền Nam Việt Nam nhập tỉnh Lâm Viên với tỉnh Đồng Nai Thượng thành tỉnh Lâm Đồng.